# Aéroport LaGuardia de New York
Pour les articles homonymes, voir LaGuardia.
L'aéroport LaGuardia de New York (en anglais : LaGuardia Airport), ou simplement LaGuardia (code IATA : LGA • code OACI : KLGA), est un aéroport américain situé dans l'arrondissement de Queens de la ville de New York, dans l'État de New York. Il est le vingt-deuxième aéroport nord-américain avec plus de 23 millions de passagers qui en font usage en 2008.  
Il est le plus petit des aéroports new-yorkais et il ne possède ni service d'immigration ni douanes et ne dessert donc pas de vols internationaux, à l'exception de ceux en provenance de quatre aéroports du Canada (Toronto, Montréal, Ottawa et Halifax), des Bahamas, des Bermudes et de l'île néerlandaise d'Aruba, où ont lieu des opérations de prédédouanement (border preclearance). Ses deux pistes sont très courtes (7 000 pieds, soit 2 100 mètres) et ne peuvent donc accueillir que des avions de taille moyenne (type Airbus A320 ou Boeing 737). Cependant, sa proximité avec le centre de Manhattan en fait un aéroport fréquenté.
Il appartient à la ville de New York et sa gestion est confiée à la Port Authority of New York and New Jersey (PANYNJ), tout comme les trois autres aéroports desservant la métropole new-yorkaise (New York-JFK, Newark-Liberty et Teterboro). L'aéroport de LaGuardia est une plate-forme de correspondance (hub) secondaire pour Delta Air Lines et American Airlines.

## Histoire

Plan de l'aéroport.

Le site actuel de l'aéroport était autrefois occupé par un parc d'attractions, le Gala Amusement Park, propriété de la famille du célèbre facteur de piano Steinway jusqu'en 1929, quand il est transformé en terrain d'aviation privé. Il est d'abord nommé Glenn H. Curtiss Airport en l'honneur de l'aviateur Glenn Curtiss puis North Beach Airport. Après le rachat par la ville de New York, la construction d'un nouvel aéroport commence le 9 septembre 1937. Il est baptisé New York City Municipal Airport le 15 octobre 1939 puis New York Municipal Airport-LaGuardia Field le 2 novembre 1939, prenant ainsi le nom de Fiorello La Guardia, qui est maire de New York entre 1934 et 1945. Le premier vol commercial a lieu le 2 décembre 1939.
En 1947, la gestion de l'aéroport est confiée à la Port Authority of New York and New Jersey, il est alors rebaptisé plus simplement LaGuardia Airport. Le 17 avril 1964, l'actuel terminal central est ouvert. Il est agrandi en 1967, puis à nouveau en 1992. Juin 1983 voit l'ouverture du terminal de Delta Air Lines, suivie de l'ouverture du terminal de la compagnie US Airways en septembre 1992.
Le 15 janvier 2009, un Airbus A320 de la compagnie US Airways — rachetée par American Airlines en 2015 — décolle de LaGuardia à destination de l'aéroport international Charlotte-Douglas, avant d'amerrir sur le fleuve Hudson avec 155 passagers et membres d'équipage. Le pilote aux commandes est Chesley Sullenberger. L'incident est causé par des oies qui sont entrées dans les moteurs de l'Airbus en pleine montée. Tous les passagers à bord survivent à l'amerrissage de l'équipage.
L'aéroport fait à partir de 2016 l'objet de lourdes transformations dans le but de le moderniser selon les plans du gouverneur Andrew Cuomo. Un train automatisé doit initialement également permettre de faire la liaison entre LaGuardia et la ligne 7 du métro de New York, à Willets Point, avec une mise en service prévue en 2021, avant que le projet ne soit annulé en 2023.

## Situation et accès

### Carte des aéroports dans l'État de New York
Note: Newark-Liberty n'est pas techniquement situé dans l'État de New York mais figure sur cette carte.

| \| 50 km1:1 725 000 \| Albany Binghamton Buffalo · Niagara Elmira/Corning Ithaca Long · Island LaGuardia Newburgh · Stewart Niagara · Falls Newark JFK Plattsburgh Rochester Syracuse Watertown Westchester |
| 50 km1:1 725 000 |

### Carte des 30 principaux aéroports américains
| \| 500 km1:17 479 000 \| Atlanta Los Angeles Chicago · O'Hare Chicago · Midway Dallas · Fort Worth New York · JFK Newark · Liberty New York-LaGuardia Denver San Francisco Charlotte Las Vegas Phoenix Miami Houston Seattle Orlando Minneapolis · Saint-Paul Boston Détroit Philadelphie Fort Lauderdale · Hollywood Baltimore Washington · R. Reagan Washington · Dulles Salt Lake City San Diego Honolulu Tampa Portland |
| 500 km1:17 479 000 |

## Trafic de passagers
Le graphique qui aurait dû être présenté ici ne peut pas être affiché car il utilise l'ancienne extension Graph, désactivée pour des questions de sécurité. Des indications pour créer un nouveau graphique avec la nouvelle extension Chart sont disponibles ici.

Voir la requête brute et les sources sur Wikidata.

### Zoom sur l'impact du Covid de 2019-2020
Le graphique qui aurait dû être présenté ici ne peut pas être affiché car il utilise l'ancienne extension Graph, désactivée pour des questions de sécurité. Des indications pour créer un nouveau graphique avec la nouvelle extension Chart sont disponibles ici.

Voir la requête brute et les sources sur Wikidata.

## Compagnies et destinations
| Compagnies         | Destinations | Refs   |
| ------------------ | --- | ------ |
| Air Canada         | Toronto (Pearson) | [ 4 ]  |
| Air Canada Express | Montréal (P.-E.-Trudeau) | [ 4 ]  |
| American Airlines  | Atlanta H.-Jackson, Aruba-Reine-Beatrix , Boston Logan, Charlotte-Douglas, Chicago-O'Hare, Dallas-Fort Worth, Miami, Nassau L. Pindling , Orlando, Philadelphie, Washington-Reagan En saison : Vail (comté d'Eagle) , Palm Beach | [ 8 ]  |
| American Eagle     | - Akron-Canton, - Atlanta H.-Jackson, - Charleston, - Charlottesville, - Cincinnati-Northern Kentucky, - Cleveland-Hopkins, - John Glenn Columbus, - Dayton, - Détroit, - Nord-ouest de l'Arkansas, - Greensboro (en), - Indianapolis, - Knoxville-McGhee Tyson (en), Louisville-Standiford Field, - Memphis, - Miami, - Minneapolis-Saint-Paul, - Montréal (P.-E.-Trudeau), - Nashville, - Norfolk, - Philadelphie, - Pittsburgh, - Portland (Maine), - Raleigh-Durham, - Richmond-Byrd Field, - Roanoke–Blacksburg (en), - Lambert-Saint Louis, - Savannah, - Toronto (Pearson), - Wilmington (en) En saison : - Augusta (en), - Bangor, - Martha's Vineyard (en), - Myrtle Beach, - Nantucket Memorial (en), - Traverse City-Cherry Capital | [ 8 ]  |
| Delta Air Lines    | - Atlanta H.-Jackson, - Boston Logan, - Chicago-O'Hare, - Dallas-Fort Worth, - Denver, - Détroit, - Fort Lauderdale-Hollywood, - Fort Myers, - Houston-George Bush , - Miami, - Minneapolis-Saint-Paul, - La Nouvelle-Orléans-L. Armstrong, - Orlando, - Tampa, - Palm Beach En saison :Cincinnati-Northern Kentucky, Sarasota-Bradenton | [ 11 ] |
| Delta Connection   | - Bangor, - Birmingham-Shuttlesworth, - Boston Logan, - Buffalo-Niagara, - Burlington, - Charleston, - Charlotte-Douglas, - Charlottesville, - Chattanooga (en), - Chicago-O'Hare, - Cincinnati-Northern Kentucky, - Cleveland-Hopkins, - Columbia Metropolitan, - John Glenn Columbus, - Dallas-Fort Worth, - Des Moines, - Nord-ouest de l'Arkansas, - Fort Myers, - Grand Rapids-G. R. Ford, - Greensboro (en), - Greenville-Spartanburg, - Houston-George Bush, - Indianapolis, - Jacksonville, - Kansas City, - Knoxville-McGhee Tyson (en), - Lexington-Blue Grass (en), - Louisville-Standiford Field, - Madison (comté de Dane), - Manchester (New Hampshire), - Memphis, - Milwaukee-General Mitchell, - Minneapolis-Saint-Paul, - Montréal (P.-E.-Trudeau), - Nashville, - Norfolk, - Omaha-Eppley, - Ottawa (Macdonald-Cartier), - Pittsburgh, - Portland (Maine), - Raleigh-Durham, - Richmond-Byrd Field, - Rochester (État de New York), - Lambert-Saint Louis, - Sarasota-Bradenton, - Savannah, - Syracuse-Hancock, - Washington-Reagan En saison : - Augusta (en), - Halifax (Stanfield), - Martha's Vineyard (en), - Miami, - Myrtle Beach, - Nantucket Memorial (en), - Traverse City-Cherry Capital, - Wilmington (en) | [ 11 ] |
| Frontier Airlines  | Atlanta H.-Jackson En saison : Cincinnati-Northern Kentucky, Denver, Miami, Orlando | [ 13 ] |
| JetBlue Airways    | Boston Logan, Fort Lauderdale-Hollywood, Orlando, Palm Beach | [ 14 ] |
| Southwest Airlines | - Atlanta H.-Jackson, - Chicago-Midway, - Dallas-Love Field, - Denver, - Houston-W. P. Hobby, - Kansas City, - Milwaukee-General Mitchell, - Nashville, - La Nouvelle-Orléans-L. Armstrong, - Orlando, - Lambert-Saint Louis, - Tampa, - Palm Beach, En saison : - Fort Lauderdale-Hollywood, - Phoenix-Sky Harbor, - San Antonio | [ 16 ] |
| Spirit Airlines    | Chicago-O'Hare, Dallas-Fort Worth, Détroit, Fort Lauderdale-Hollywood, Myrtle Beach | [ 17 ] |
| United Airlines    | Chicago-O'Hare, Denver, Houston-George Bush En saison : Montrose (en) | [ 18 ] |
| United Express     | Chicago-O'Hare, Cleveland-Hopkins, Houston-George Bush, Washington-Dulles | [ 18 ] |
| WestJet            | Toronto (Pearson) | [ 19 ] |

Édité le 10/11/2018

## Projets
En avril 2010, le directeur de l'administration portuaire, Christopher Ward, a annoncé que l'agence avait engagé des consultants pour explorer une démolition complète et la reconstruction du terminal central de LaGuardia. Le projet créerait un plan unifié, moderne et efficace pour l'aéroport, alors un amalgame de décennies d'ajouts et de modifications. Le projet, qui devrait coûter 2,4 milliards de dollars, comprendra la démolition de l'aérogare centrale existante et de ses quatre halls, garage, hangar 1 et routes de façade ; la construction des installations temporaires ; et la conception et la construction d'un nouveau terminal central. La reconstruction se déroulerait en plusieurs phases afin de maintenir les opérations tout au long du projet. 
Les propositions devaient être soumises le 31 janvier 2012. Patrick Foye, directeur exécutif de l'administration portuaire, a déclaré : « Il y a un sentiment étrange, nostalgique mais inacceptable des années 40 et 50 qui n'est tout simplement pas acceptable ». L'administration portuaire cherchait une entreprise privée pour développer et exploiter le terminal de remplacement avec des fonds privés, de la même manière que Delta exploite les autres terminaux de l'aéroport. Cependant, en janvier 2014, le gouverneur Andrew Cuomo a annoncé un plan visant à ce que l'État supervise la construction du nouveau projet de terminal au point mort au lieu du partenariat public-privé proposé.
Le 27 juillet 2015, le gouverneur Andrew Cuomo, rejoint par le vice-président de l'époque, Joe Biden, a annoncé un plan de 4 milliards de dollars pour reconstruire les terminaux en un seul bâtiment contigu avec des ponts terminaux reliant les bâtiments. Les responsables et les planificateurs de l'aéroport avaient conclu que l'aéroport devait essentiellement être démoli et reconstruit.
Dans le cadre du plan de reconstruction de l'aéroport dévoilé en 2015, un seul terminal sera construit par étapes, avec un déménageur, un espace commercial et un nouvel hôtel. Il faut construire quelque 3,2 km de voies de circulation supplémentaires. Un déménageur doit connecter les nouvelles sections du terminal, la Grand Central Parkway doit être reconfigurée et AirTrain LaGuardia, précédemment annoncé, reliera l'aéroport à la station de métro Mets – Willets Point et à Mets – Willets PointStation LIRR. Un traversier à grande vitesse proposé, s'il est présenté, desservira le terminal aérien marin, un monument historique national, qui restera intact. Un tramway sur place a également été proposé pour déplacer plus rapidement les passagers dans le terminal central. Le nouvel aéroport doit être respectueux de l'environnement et contenir des hébergements tels qu'un hôtel d'environ 200 chambre et un centre d'affaires / de conférence. L'ensemble de l'aéroport se rapprochera de 600 pieds (180 m) de la Grand Central Parkway. De nouveaux garages de stationnement ont remplacé les installations de stationnement entre les terminaux existants et Grand Central Parkway, créant ainsi de l'espace pour les nouvelles installations. En installant les terminaux plus près de la Grand Central Parkway, de l'espace supplémentaire pour les voies de circulation des avions et les zones d'attente sera créé, ce qui réduira les retards au sol. Les pistes elles-mêmes ne seront pas reconfigurées. 
La construction de la première phase du projet a commencé au printemps 2016, une fois que les plans définitifs ont été approuvés par le conseil d'administration de l'autorité portuaire, le réaménagement complet devant être achevé d'ici 2021. Le terminal B sera démoli et Delta reconstruira ses terminaux C et D en coordination avec le plan. Le nouvel aéroport comportera un système de porte insulaire, les passagers se connectant entre le terminal et les portes via des ponts qui seront suffisamment hauts pour que les avions puissent passer sous. Fin mars 2016, les plans complets de réaménagement ont été approuvés à l'unanimité entre les autorités portuaires de New York et du New Jersey et LaGuardia Gateway Partners pour le projet du terminal B. Les coûts de 1 600 des 3 100 places de stationnement disponibles et le reste du garage a été ouvert plus tard cette année-là. Onze nouvelles portes du terminal B ont ouvert le 1er décembre 2018 et ont été utilisées par Air Canada, American Airlines et Southwest Airlines. Cinq nouvelles portes supplémentaires ont ouvert le 2 juin 2019, lorsque United a délocalisé la plupart de ses opérations dans le nouveau hall. Le nouvel espace comprenait un hall avec un plafond de 55 pieds de haut (17 m), des concessions alimentaires, un magasin de jouets FAO Schwarz et une aire de jeux intérieure. Delta a ouvert le hall G à l'extrémité est de l'aéroport le 29 octobre 2019. Les vols Delta Shuttle ont rejoint le hall G le 16 novembre 2019. Le nouveau siège social du terminal B a ouvert ses portes le 13 juin 2020, ainsi que le nouveau connecteur vers le hall Eastern. Le Western Concourse devrait ouvrir ses portes en 2021. Delta prévoit également d'accélérer sa rénovation au terminal C, avec l'ouverture du siège social du terminal C en 2021.
L'aéroport de New York-LGA a inauguré son nouveau terminal C, comprenant 10 nouvelles portes et le plus grand Delta Sky Club du réseau. Le nouveau terminal de l'aéroport de LaGuardia comprend 10 nouvelles portes, 36 comptoirs d'enregistrement à service complet, 49 kiosques libre-service et permet d'accéder directement vers l'un des 11 points de contrôle de sécurité. Accueillant les premiers voyageurs depuis le 4 juin, le terminal propose également de nombreuses offres de restauration et de magasins de vente au détail. 
Plus grand transporteur de l'aéroport, Delta y opère jusqu'à 255 vols quotidiens à travers 70 destinations. C'est donc naturellement que la compagnie a choisi d'y installer le Sky Club le plus grand de son réseau. Pouvant accueillir jusqu'à 600 voyageurs, le Delta Sky Club de l'aéroport offre une cuisine gastronomique, un bar haut de gamme, deux buffets, un Sky Desk ouvert toute l'année et un second bar premium qui devrait ouvrir prochainement. « Aujourd'hui marque véritablement un nouveau départ pour les clients et les employés de Delta dans notre hub de LaGuardia avec l'ouverture de ce nouveau terminal », a déclaré le PDG de Delta, Ed Bastian. « Cela fait plus d'une décennie que Delta s'est engagé à grandir à New York et c'est grâce aux 10 000 employés de Delta basés à là-bas que nous avons pu investir dans les aéroports de New York depuis 2010 », ajoute-t-il. Les travaux devraient être achevés d'ici la fin de l'année 2024, pour un projet à plus de 8 milliards de dollars. 

## Galerie
|  |  |  |  |

## Dans la culture populaire
L'aéroport est le théâtre d'une scène du film Comment épouser un millionnaire (1953) et d'une partie de l'aventure du jeu vidéo Deus Ex (2000).